# Gmina Głubczyce
Die Gmina Głubczyce [gwupˈʧɨʦɛ] ist eine Stadt- und Landgemeinde im Powiat Głubczycki der Woiwodschaft Opole in Polen. Verwaltungssitz von Powiat und Gemeinde ist die Stadt Głubczyce (deutsch Leobschütz; tschechisch Hlubčice) mit etwa 12.700 Einwohnern.

## Geographie

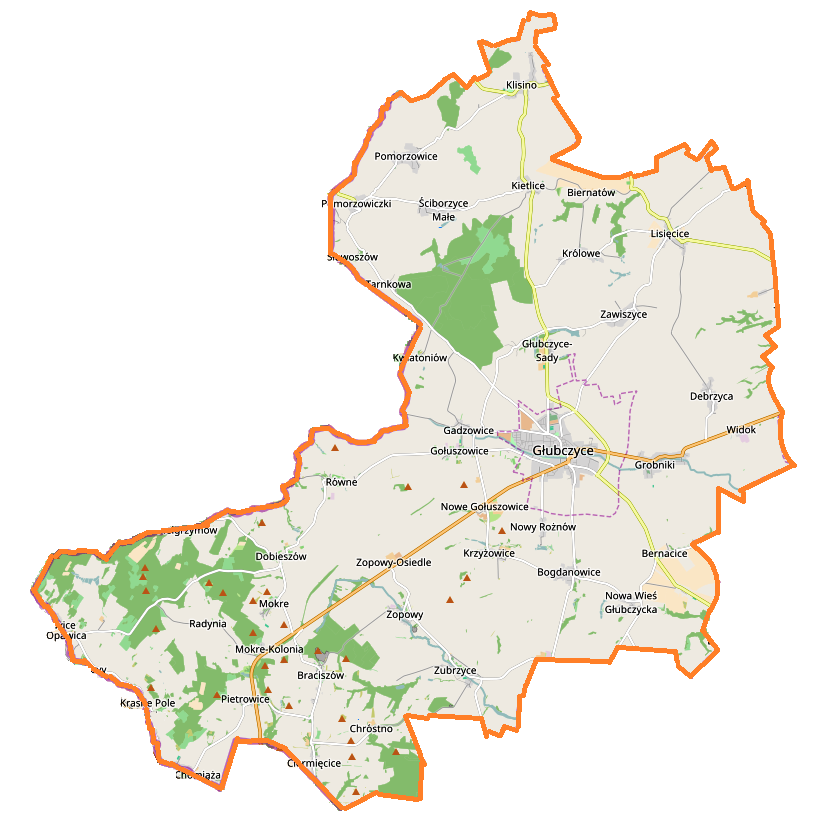
Karte der Gemeinde

Die Gemeinde liegt etwa 50 Kilometer südlich von Opole (Oppeln). Zu den Gewässern gehört die Psina (Zinna). Die Gemeinde grenzt im Westen und Südwesten an Tschechien.

## Geschichte
Die Gemeinde kam 1950 zur Woiwodschaft Opole, die ihren Zuschnitt bis 1999 mehrfach geändert hat. Der Powiat Głubczycki wurde 1999 wieder eingerichtet.

## Politik

### Bürgermeister
An der Spitze der Stadtverwaltung steht der Bürgermeister. Dies ist seit 2014 Adam Krupa vom Wahlkomitee „Bürgerkomitee Głubczyce“ und Mitglied der Platforma Obywatelska. Die turnusmäßige Wahl im April 2024 führte zu folgendem Ergebnis:
- Adam Krupa (Wahlkomitee „Bürgerkomitee Głubczyce“) 50,5 % der Stimmen
- Justyna Zielińska (Prawo i Sprawiedliwość) 30,3 % der Stimmen
- Elżbieta Słodkowska (Wahlkomitee „Elżbieta Słodkowska – Aktive Verwaltung“) 19,2 % der Stimmen

Damit wurde Amtsinhaber Krupa erneut bereits im ersten Wahlgang wiedergewählt.
Die turnusmäßige Wahl im Oktober 2018 führte zu folgendem Ergebnis:
- Adam Krupa (Wahlkomitee „Bürgerkomitee Głubczyce“) 60,9 % der Stimmen
- Elżbieta Słodkowska (Prawo i Sprawiedliwość) 21,7 % der Stimmen
- Mariusz Mróz (Wahlkomitee „Lokales Engagement – gemeinsam für Głubczyce“) 17,4 % der Stimmen

Damit wurde Krupa bereits im ersten Wahlgang wiedergewählt.

### Stadtrat
Der Stadtrat besteht aus 21 Mitgliedern und wird von der Bevölkerung gewählt. Die Stadtratswahl 2024 führte zu folgendem Ergebnis:
- Wahlkomitee „Bürgerkomitee Głubczyce“ 24,1 % der Stimmen, 6 Sitze
- Prawo i Sprawiedliwość 18,5 % der Stimmen, 4 Sitze
- Wahlkomitee der Einwohner im Land Głubczyce 17,3 % der Stimmen, 4 Sitze
- Wahlkomitee der „Gemeinsam für Głubczyce“ 17,1 % der Stimmen, 3 Sitze
- Wahlkomitee „Unser Land Głubczyce“ 13,1 % der Stimmen, 3 Sitze
- Wahlkomitee für das Gemeinwohl 5,2 % der Stimmen, 1 Sitz
- Wahlkomitee „Elżbieta Słodkowska – Aktive Verwaltung“ 4,6 % der Stimmen, kein Sitz

Die Stadtratswahl 2018 führte zu folgendem Ergebnis:
- Wahlkomitee „Bürgerkomitee Głubczyce“ 28,0 % der Stimmen, 7 Sitze
- Prawo i Sprawiedliwość 22,4 % der Stimmen, 5 Sitze
- Wahlkomitee der Einwohner im Land Głubczyce 20,9 % der Stimmen, 4 Sitze
- Wahlkomitee „Lokales Engagement – gemeinsam für Głubczyce“ 14,6 % der Stimmen, 2 Sitze
- Wahlkomitee „Unser Land Głubczyce“ 14,3 % der Stimmen, 3 Sitze

### Partnergemeinden
- Krnov, Tschechien
- Město Albrechtice, Tschechien
- Verbandsgemeinde Nordpfälzer Land, Deutschland
- Rusín, Tschechien
- Saint-Rémy-sur-Avre, Frankreich
- Sbarasch, Ukraine

## Gliederung
Die Stadt-und-Land-Gemeinde Głubczyce erstreckt sich über ein Gebiet von 294,3 km² und umfasst neben der Stadt weitere 45 Dörfer (deutsche Namen bis 1945) mit einem Schulzenamt:
- Bernacice (Wernersdorf)
- Bernacice Górne (Wernersdorf (Bahnhof))
- Biernatów (Berndau) mit
  - Biernatówek (Klein Berndau)
- Bogdanowice (Badewitz, 1936–1945: Badenau) mit
  - Bogdanowice Kolonia (Badewitz Kolonie)
- Braciszów (Bratsch)
- Chomiąża (Komeise)
- Chróstno (Saliswalde)
- Ciermięcice (Türmitz)
- Debrzyca (Schönbrunn)
- Dobieszów (Dobersdorf)
- Gadzowice (Schmeisdorf)
- Głubczyce-Sady
- Gołuszowice (Kreuzendorf)
- Grobniki (Gröbnig)
- Kietlice (Kittelwitz, 1936–1945: Kitteldorf)
- Klisino (Gläsen) mit
  - Klisinko (Klein Gläsen)
- Krasne Pole (Schönwiese)
- Królowe (Königsdorf)
- Krzyżowice (Kreisewitz)
- Kwiatoniów (Blümsdorf)
- Lenarcice (Geppersdorf) mit
  - Podlesie (Feldhof)
- Lisięcice (Leisnitz O.S.) mit
  - Nowosady (Neustift)
- Lwowiany (Schlegenberg) mit
  - Głubczyce-Las Marysieńka (Leobschütz-Stadtforst)
- Mokre (Mocker)
- Mokre-Kolonia (Bahnhof Mocker)
- Nowa Wieś Głubczycka (Neudorf)
- Nowe Gołuszowice (Neu Kreuzendorf)
- Nowe Sady (Kreuzwald)
- Nowy Rożnów (Neu Roznow)
- Opawica (Troplowitz)
- Pielgrzymów (Pilgersdorf)
- Pietrowice (Peterwitz, 1936–1945: Zietenbusch)
- Pomorzowice (Pommerswitz)
- Pomorzowiczki (Alt Wiendorf) mit
  - Stara Wieś (Neu Wiendorf[7])
- Radynia (Raden)
- Równe (Roben)
- Sławoszów (Amaliengrund) mit
  - Dobrogostów (Kolonie Karlsberg)
- Ściborzyce Małe (Steubendorf)
- Tarnkowa (Trenkau)
- Widok
- Zawiszyce(Sabschütz) mit
  - Studzienica (Kaltenhausen)
- Zopowy (Soppau)
- Zopowy Osiedle (Soppau Siedlung)
- Zubrzyce (Sauerwitz)

## Persönlichkeiten

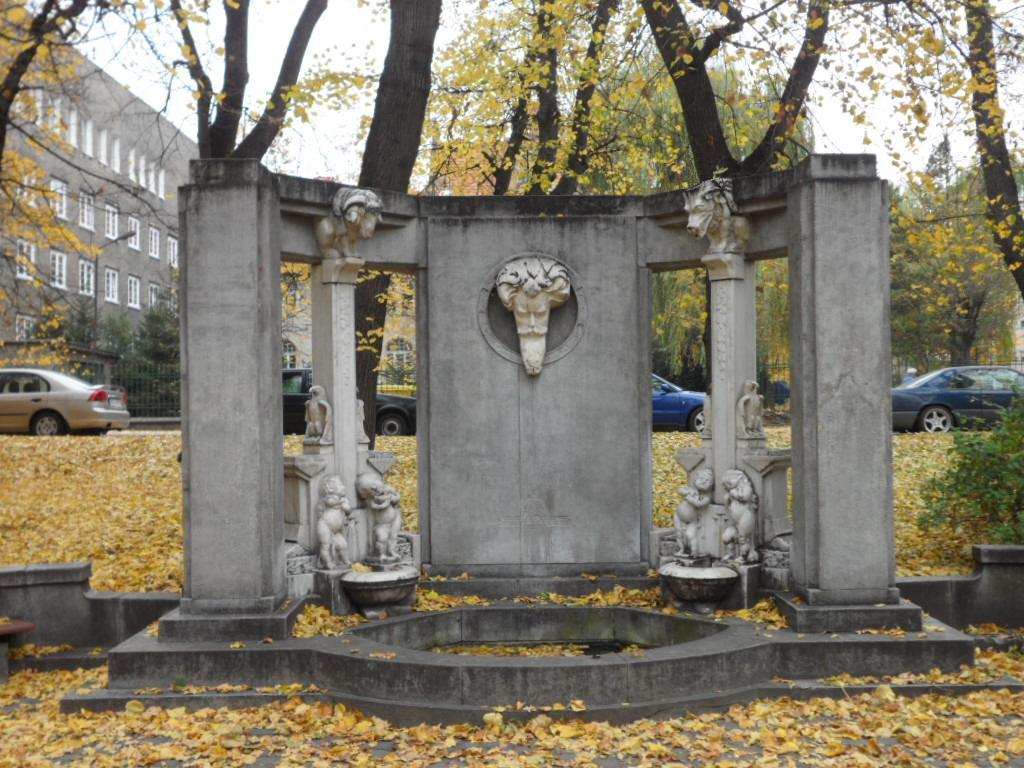
Denkmal in Głubczyce zu Ehren des Heimatdichters Johannes Reinelt

- Carl Proske (1794–1861), Kirchenmusiker und Geistlicher, geboren in Gröbnig
- Gustav Adolf Boenisch (1802–1887), Landschaftsmaler, Zeichner und Architekt, geboren in Soppau
- Henry Mosler (1841–1920), US-amerikanischer Maler, geboren in Troplowitz
- Johannes Reinelt alias Philo vom Walde (1858–1906), Schriftsteller und Heimatdichter, geboren in Kreuzendorf
- Anton Froehlich (1860–1931), Mühlenbesitzer ('Erste Königshütter Dampfmühle'), Vorsitzender Aufsichtsrat der Śląski Bank Ludowy, geboren in Königsdorf und Vater des NS-Widerstandskämpfers und Märtyrer (KZ-Dachau) August Froehlich
- Paul Zorner (1920–2014), Jagdflieger, geboren in Roben.